# Rhinocypha viola
Rhinocypha viola – gatunek ważki z rodziny Chlorocyphidae.